# Crab Orchard (Kentucky)
Crab Orchard is een plaats (city) in de Amerikaanse staat Kentucky, en valt bestuurlijk gezien onder Lincoln County.

## Demografie
Bij de volkstelling in 2000 werd het aantal inwoners vastgesteld op 842.
In 2006 is het aantal inwoners door het United States Census Bureau geschat op 869, een stijging van 27 (3,2%).

## Geografie
Volgens het United States Census Bureau beslaat de plaats een oppervlakte van
3,6 km², geheel bestaande uit land. Crab Orchard ligt op ongeveer 275 m boven zeeniveau.

## Plaatsen in de nabije omgeving
De onderstaande figuur toont nabijgelegen plaatsen in een straal van 24 km rond Crab Orchard.